# Варшава-Урсус Северный
Варшава-Урсус Северный (пол. Warszawa Ursus Północny) — остановочный пункт железной дороги в Варшаве, расположен в районе Урсус (в Мазовецком воеводстве Польши). Имеет 2 платформы и 2 пути. 
Остановочный пункт на железнодорожной линии Варшава-Западная — Куновице, построен в 1979 году. 